# Щит (геология)
Щит в геологията е голям район открити докамбрийски вулканични и метаморфни скали, които образуват тектонски стабилни зони. Във всички случаи възрастта на тези скали е по-голяма от 570 милиона години и понякога датират отпреди 2 до 3,5 милиарда години. Те са слабо засегнати от тектонските събития след края на докамбрий и са относително равни региони, където процесите на образуване на планини и разломи са силно намалени, в сравнение с активността, която се наблюдава по границите на щитовете и границата между тектонските плочи.
Терминът щит, описващ този тип географски регион, се появява в края на 19 век, благодарение на австрийския геолог Едуард Зюс и книгата му Das antlitz der erde (Лицето на Земята).
Щитове се срещат на всички континенти.

## Литология
Щит е тази част от континенталната кора, при която обикновено докамбрийски фундамент се показва обширно на повърхността. Самите щитове могат да са много сложни: съставени са от широки райони гранитоидни или гранодиоритни гнайсове, обикновено с тоналитен състав, и съдържат пояси от седиментни скали, често заобиколени от нискокачествени вулканично-седиментни слоеве. Изчислено е, че над 50% от повърхността на щитовете на Земята са съставени от гнайс.

## Ерозия и земни форми
Бидейки относително стабилни райони, релефът на щитовете е стар и с елементи като пенеплени, оформени през докамбрийските времена. Най-старият пенеплен в даден щит се нарича „основен пенеплен“.
Земните форми и плитките отлагания на северните щитове са били обект на заледяване и се различават от тези, които се намират по-близо до екватора. Релефът на щита, включително пенеплените, може да бъде защитен от ерозия по различни начини. Повърхностите на щитовете в субтропичен и тропичен климат, които са били открити за достатъчно време, могат да се превърнат в силикати, ставайки издръжливи и почти неподатливи на ерозия. Ерозията на пенеплените от ледници в щитовете е ограничена. В Балтийския щит средната ледникова ерозия през кватернер достига десетки метри, въпреки че разпределението не е равномерно. За да е ефективна ледникова ерозия в щитовете е нужен дълъг „период на подготовка“ с изветряне под неледникови условия.

## Списък с щитове
- Канадски щит
- Атлантически щит
- Балтийски щит
- Африкански щит
- Австралийски щит
- Арабско-нубийски щит
- Антарктически щит
- Сино-корейски щит
- Сибирски щит
- Индийски щит